# Epicnemis harveyi
Epicnemis harveyi är en tvåvingeart som beskrevs av Ronald Henry Lambert Disney 1991. Epicnemis harveyi ingår i släktet Epicnemis och familjen puckelflugor.
Artens utbredningsområde är Filippinerna. Inga underarter finns listade i Catalogue of Life.